# 萬場站

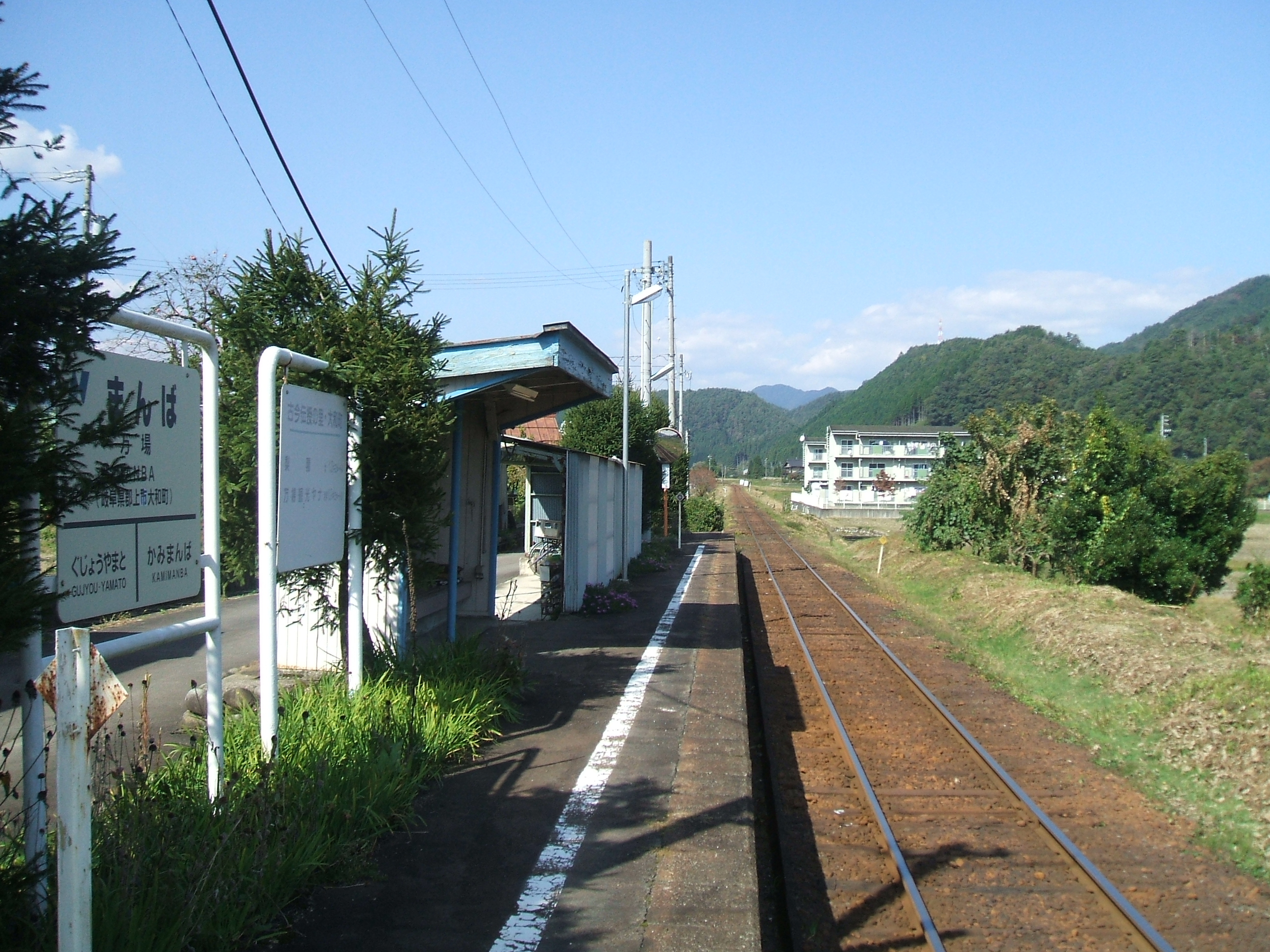
月台（望向北濃方向）

萬場站（日语：／ Mamba eki */?）是位於岐阜縣郡上市大和町萬場，長良川鐵道的越美南線車站。車站編號是30。

## 歷史
- 1955年（昭和30年）3月1日 - 國鐵開設此站[1]。為旅客車站。
- 1986年（昭和61年）12月11日 - 國鐵越美南線由長良川鐵道接管，成為長良川鐵道車站[1]。

## 車站構造
車站是一座地面車站，設有1面1線單式月台。此站沒有車站大樓，車站出入口直接連接月台。在靠近郡上大和一方種植了樹木和花草，因此通道比較狹窄。
此站是無人車站，沒有自動售票機。在月台中央附近設有候車室，在月台中央後方設有單車停泊處。

## 使用狀況
| 年度               | 1日平均 乘車人次 | 1日平均 乘車人次 |
| ------------------ | ---------------- | ---------------- |
| 2011年（平成23年） | 5                |                  |
| 2012年（平成24年） | 2                |                  |
| 2013年（平成25年） | 6                |                  |
| 2014年（平成26年） | 4                |                  |
| 2015年（平成27年） | 6                |                  |

## 車站周邊
- 岐阜縣道52號白鳥板取線（日语：岐阜県道52号白鳥板取線）
- 郡上市立第一北小學
- 長良川

## 相鄰車站
長良川鐵道
越美南線
郡上大和（29）－萬場（30）－上萬場（31）

## 注腳
1. 1 2 3  曾根悟（監修）. 朝日新聞出版分冊百科編集部（編集） , 编. . 週刊朝日百科. 26号 長良川鉄道・明知鉄道・樽見鉄道・三岐鉄道・伊勢鉄道. 朝日新聞出版. 2011-09-18: 10-11 （日语）.

## 外部連結
- 萬場站｜【官方網站】長良川鐵道株式會社 （页面存档备份，存于）（日語）